# The Sims 2: Podróże
The Sims 2: Podróże (ang. The Sims 2: Bon Voyage) – szósty dodatek do gry komputerowej The Sims 2.

## Miejsca wypoczynkowe
Tak jak w „The Sims 1: Wakacje”, Simowie otrzymują możliwość wyjazdu na wczasy do trzech otoczeń: Trzy Jeziora, Wyspa Twikkii oraz Wioska Takemizu.
- Trzy Jeziora – typowy teren leśny. Można urządzić kemping, rozpalać ogniska, zwiedzać zabytki, potańczyć po „góralsku” i ewentualnie za pomocą wykrywacza metali znaleźć jakiś skarb.
- Wioska Takemizu – Emanujące spokojem ogrody Zen i miejscowe smakołyki witają Twoich Simów na Dalekim Wschodzie. Bez względu na to, czy Simowie będą ćwiczyli Tai Chi przy drzewie bonsai, rozkoszowywali się czarką herbaty, czy próbowali szczęścia przy stoliku do mahjonga, wakacje w Wiosce Takemizu to idealny wybór dla Simów zestresowanych codzienną gonitwą za dobrami materialnymi. Już dziś zarezerwuj wycieczkę i niech Twoich Simów ogarnie spokój.
- Wyspa Twikkii – Tu znajdziesz malownicze plaże i bogate ogrody tropikalne. Nic nie zapewni Ci lepszych wakacji niż tropikalna Wyspa Twikkii. Pozwól swoim Simom zażyć blasku słońca, którego nie zasłaniają chmury, i bawić się w lepienie zamków z piasku. Zapisz ich na emocjonujące wyprawy, takie jak lot na paralotni, wycieczka łodzią o szklanym dnie czy zwiedzanie na pokładzie helikoptera. Zrób sobie przerwę od codziennego znoju i odpręż się na sposób wyspiarski.

## Nowe opcje
- Możliwość noszenia biżuterii
- Budowanie hoteli
- Posiadanie własnego domku letniskowego
- Nauka teleportacji oraz czterech rodzajów tańca: Tai Chi, Hula, tańca ognia i tańca góralskiego
- Ustalanie długości pobytu na wakacjach
- Szukanie skarbu i mapy (dzięki której można odkryć nowe postacie: Wielka Stopa, Ninja, Wiedźma Znachor i Stary Mędrzec)
- Lot na wakacje helikopterem
- Nowe opcje budowy między innymi tj. azjatycki dach
- Możliwość wybrania się na miesiąc miodowy.
- Możliwość stworzenia albumu fotograficznego.
- Nowe gesty.
- Nowe kody.